# Hankel-Transformation
Die Hankel-Transformation ist in der Funktionalanalysis, einem Teilgebiet der Mathematik, eine lineare Integraltransformation, welche im Kern auf den Bessel-Funktionen erster Gattung basiert. Sie ist benannt nach dem Mathematiker Hermann Hankel. Anwendungen liegen unter anderem im Bereich der Bildverarbeitung zur Korrektur von Abbildungsfehlern.

## Definition
Bei der Hankel-Transformation gibt es unterschiedliche Konventionen, sie zu definieren. Sei {\displaystyle f} eine komplexwertige Funktion und {\displaystyle \nu >-{\tfrac {1}{2}}}.
Dann kann man die Hankel-Transformation {\displaystyle \operatorname {H} _{\nu }} der Ordnung {\displaystyle \nu } von {\displaystyle f} durch
{\displaystyle F_{\nu }(u)=\operatorname {H} _{\nu }\{f(t)\}=\int _{0}^{\infty }f(t)\cdot J_{\nu }(ut)\cdot t\,\mathrm {d} t}
definieren, dabei sind die
{\displaystyle J_{\nu }(x):=\sum _{r=0}^{\infty }{\frac {(-1)^{r}({\frac {x}{2}})^{2r+\nu }}{\Gamma (\nu +r+1)r!}}}
Bessel-Funktionen erster Gattung und {\displaystyle \Gamma (\cdot )} ist die Gammafunktion. Insofern das Integral existiert, nennt man {\displaystyle \operatorname {H} _{\nu }\{f(t)\}} die Hankel-Transformierte von {\displaystyle f}. Diese Konvention der Hankel-Transformation wird überwiegend in diesem Artikel verwendet. In einzelnen Abschnitten wird jedoch die im Folgenden dargestellte Variante verwendet, worauf in den entsprechenden Abschnitten hingewiesen wird.
Eine andere Möglichkeit die Hankel-Transformation der Ordnung {\displaystyle \nu >-{\tfrac {1}{2}}} von {\displaystyle f} zu definieren, ist
{\displaystyle F_{\nu }(u)=\operatorname {H} _{\nu }\{f(t)\}=\int _{0}^{\infty }f(t)\cdot {\sqrt {ut}}\cdot J_{\nu }(ut)\,\mathrm {d} t\,.}
Hier werden mit {\displaystyle J_{\nu }} ebenfalls die Bessel-Funktionen erster Gattung bezeichnet und {\displaystyle \operatorname {H} _{\nu }\{f(t)\}} heißt auch hier Hankel-Transformierte, insofern das Integral existiert.

## Inverse Hankel-Transformation
Ähnlich wie bei der Fourier-Transformation ist es auch bei der Hankel-Transformation unter gewissen Umständen möglich, aus der Hankel-Transformierten ihre Ausgangsfunktion zurückzugewinnen. Ein wichtiges Resultat aus der Theorie der Hankel-Transformation besagt, dass, falls {\displaystyle f\in L^{1}(]0,\infty [)} eine Lebesgue-integrierbare Funktion mit beschränkter Variation ist, die Ausgangsfunktion {\displaystyle f} aus der Hankel-Transformierten {\displaystyle F_{\nu }} mit der inversen Integraltransformation
{\displaystyle f(t)=\operatorname {H} _{\nu }^{-1}\{F_{\nu }(u)\}=\int _{0}^{\infty }F_{\nu }(u)\cdot J_{\nu }(ut)\cdot u\,\mathrm {d} u}
zurückgewonnen werden kann. Die Hankel-Transformation und ihre inverse Transformation sind also gleich. Sie kann daher als involutive Abbildung verstanden werden.
Für die alternative Definition gilt diese Aussage analog.

## Eigenschaften

### Orthogonalität
Die Bessel-Funktionen bilden eine Orthogonalbasis: Es gilt
{\displaystyle \int _{0}^{\infty }J_{\nu }(ut)\cdot J_{\nu }(u't)\cdot t\,\mathrm {d} t={\frac {\delta (u-u')}{u}}}
für {\displaystyle u} und {\displaystyle u'} größer 0 und mit {\displaystyle \delta } als der Delta-Distribution.

### Algebraisierung des besselschen Differentialoperators
Sei
{\displaystyle B_{\nu }(f):=\left(r^{2}{\frac {\mathrm {d} ^{2}}{\mathrm {d} r^{2}}}+r{\frac {\mathrm {d} }{\mathrm {d} r}}+(r^{2}-\nu ^{2})\right)(f)}
der besselsche Differentialoperator. Für die Bessel-Funktionen gilt also {\displaystyle B_{\nu }(J_{\nu })=0}. Mit Hilfe der Hankel-Transformation ist es möglich, diesen Differentialoperator in einen Ausdruck ohne Ableitungen zu überführen. Präzise gilt
{\displaystyle \operatorname {H} _{\nu }(B_{\nu }(f))(s)=-s^{2}\operatorname {H} _{\nu }(f)(s)\,.}
Dies ist eine zentrale Eigenschaft der Hankel-Transformation zum Lösen von Differentialgleichungen.

## Beziehung zur Fourier-Transformation
Die Hankel-Transformation hat einige Analogien zur Fourier-Transformation. Insbesondere lässt sich die Hankel-Transformierte durch eine zweidimensionale Fourier-Transformation berechnen. Sei dazu {\displaystyle \phi \colon \mathbb {R} ^{2}\to \mathbb {C} } eine radialsymmetrische Funktion. Das heißt, die Funktion {\displaystyle f(r,\theta ):=\phi (r\cos(\theta ),r\sin(\theta ))} ist unabhängig von {\displaystyle \theta }, weshalb sie im Folgenden nur mit dem Parameter {\displaystyle r} notiert wird. Von dieser Funktion {\displaystyle f} wird nun mit Hilfe der Funktion {\displaystyle \phi } und der Fourier-Transformation die Hankel-Transformierte beschrieben.
Um dies zu sehen, wird das Fourier-Integral
{\displaystyle {\mathcal {F}}(\phi )(\xi _{1},\xi _{2})={\frac {1}{2\pi }}\int _{\mathbb {R} ^{2}}\phi (x,y)e^{-i(x\xi _{1}+y\xi _{2})}\,\mathrm {d} (x,y)}
von {\displaystyle \phi } in Polarkoordinaten transformiert, was zu
{\displaystyle {\begin{aligned}{\mathcal {F}}(\phi )(s\cos(\sigma ),s\sin(\sigma ))=&{\frac {1}{2\pi }}\int _{r=0}^{\infty }r\int _{\theta =0}^{2\pi }\phi (r\cos(\theta ),r\sin(\theta ))e^{-isr\cos(\theta -\sigma )}\,\mathrm {d} \theta \,\mathrm {d} r\\=&{\frac {1}{2\pi }}\int _{r=0}^{\infty }rf(r)\int _{\alpha =0}^{2\pi }e^{-isr\cos(\alpha )}\,\mathrm {d} \alpha \,\mathrm {d} r\\=&\int _{r=0}^{\infty }rf(r)J_{0}(sr)\,\mathrm {d} r\end{aligned}}}
führt. Dies zeigt, dass eine Fourier-Transformation einer radialsymmetrischen Funktion immer der Hankel-Transformation einer entsprechenden Funktion entspricht. Insbesondere ist es möglich, zu einer gegebenen Funktion {\displaystyle f\colon {]0,\infty [}\to \mathbb {C} } eine entsprechende radialsymmetrische Funktion {\displaystyle \phi } zu konstruieren, mit der man durch Fourier-Transformation die Hankel-Transformierte von {\displaystyle f} berechnen kann.

## Hankel-Transformation für Distributionen
Ebenfalls wie bei der Fourier-Transformation ist es bei der Hankel-Transformation auf analoge Weise möglich, sie auf Distributionen zu verallgemeinern. Im Gegensatz zur Fourier-Transformation kann die Hankel-Transformationen nicht auf dem Raum der temperierten Distributionen definiert werden. Daher definiert man einen neuen Raum {\displaystyle H_{\nu }(]0,\infty [)} und erklärt die Hankel-Transformation für Distributionen auf seinem Dualraum.

### Distributionenraum
Sei {\displaystyle \nu \in \mathbb {R} }, dann ist {\displaystyle H_{\nu }(]0,\infty [)} definiert durch
{\displaystyle H_{\nu }(]0,\infty [):=\left\{\phi \in C^{\infty }(]0,\infty [)\left|\forall k,m\in \mathbb {N} _{0}:\sup _{x\in {]0,\infty [}}\left|x^{m}\left({\tfrac {1}{x}}{\tfrac {\mathrm {d} }{\mathrm {d} x}}\right)^{k}(x^{-\nu -{\frac {1}{2}}}\phi (x))\right|<\infty \right.\right\}\,.}
Auf diesem Vektorraum wird zusätzlich eine Topologie in Form eines Konvergenzbegriffs definiert. Eine Folge {\displaystyle (\phi _{j})\subset H_{\nu }(]0,\infty [)} konvergiert genau dann gegen Null, wenn
{\displaystyle \lim _{j\to \infty }\sup _{x\in {]0,\infty [}}\left|x^{m}\left({\tfrac {1}{x}}{\tfrac {\mathrm {d} }{\mathrm {d} x}}\right)^{k}(x^{-\nu -{\frac {1}{2}}}\phi _{j}(x))\right|=0}
für alle {\displaystyle k,m\in \mathbb {N} _{0}} gilt. Durch Bilden des topologischen Dualraums erhält man den Distributionenraum {\displaystyle H_{\nu }'(]0,\infty [)}, auf dem man die Hankel-Transformation definieren kann. Beispielsweise sind alle Distributionen mit kompaktem Träger in {\displaystyle ]0,\infty [}, wie die Delta-Distribution eine ist, in dem Raum {\displaystyle H_{\nu }'(]0,\infty [)} enthalten.

### Hankel-Transformation
Für {\displaystyle T\in H_{\nu }'(]0,\infty [)} ist die Hankel-Transformation für alle {\displaystyle \phi \in H_{\nu }(]0,\infty [)} definiert durch
{\displaystyle \operatorname {H} _{\nu }(T)(\phi ):=T(\operatorname {H} _{\nu }(\phi ))\,.}
Der Ausdruck {\displaystyle \operatorname {H} _{\nu }(\phi )} ist wieder eine Hankel-Transformation einer Funktion und daher definiert. Aufgrund der Konstruktion des Raums {\displaystyle H_{\nu }(]0,\infty [)} wird hier allerdings die Konvention {\displaystyle \textstyle \operatorname {H} _{\nu }(\phi )=\int _{0}^{\infty }f(t){\sqrt {ut}}J_{\nu }(ut)\,\mathrm {d} t} für die Transformation verwendet.
Wie bei der Fourier-Transformation für Distributionen führt man auch die Hankel-Transformation nicht auf der Distribution selbst aus, sondern sie wird auf der Testfunktion {\displaystyle \phi } berechnet.

## Beispiele
| Signal {\displaystyle f(t)\,}                      | Hankel-Transformierte {\displaystyle F_{0}(u):=\operatorname {H} _{0}(f)(u)\,}                                               |
| -------------------------------------------------- | --- |
| {\displaystyle 1\,}                                | {\displaystyle \delta (u)/u\,}, gültig für {\displaystyle u\neq 0}                                                           |
| {\displaystyle 1/t\,}                              | {\displaystyle 1/u\,} |
| {\displaystyle t\,}                                | {\displaystyle -1/u^{3}\,}                                                                                                   |
| {\displaystyle t^{3}\,}                            | {\displaystyle 9/u^{5}\,} |
| {\displaystyle t^{m}\,}                            | {\displaystyle {\frac {2^{m+1}\Gamma (m/2+1)}{u^{m+2}\Gamma (-m/2)}}\,}, gültig für ungerades {\displaystyle m}              |
| {\displaystyle {\frac {1}{\sqrt {t^{2}+z^{2}}}}\,} | {\displaystyle {\frac {e^{-u\|z\|}}{u}}={\sqrt {\frac {2\|z\|}{\pi u}}}K_{-1/2}(u\|z\|)\,}                                   |
| {\displaystyle {\frac {1}{t^{2}+z^{2}}}\,}         | {\displaystyle K_{0}(uz)\,}, {\displaystyle z\in \mathbb {C} }                                                               |
| {\displaystyle e^{\mathrm {i} at}/t\,}             | {\displaystyle \mathrm {i} /{\sqrt {a^{2}-u^{2}}}\quad (a>0,u<a)\,} {\displaystyle 1/{\sqrt {u^{2}-a^{2}}}\quad (a>0,u>a)\,} |
| {\displaystyle e^{-a^{2}t^{2}/2}\,}                | {\displaystyle {\frac {e^{-u^{2}/(2a^{2})}}{a^{2}}}}                                                                         |
| {\displaystyle -t^{2}f(t)\,}                       | {\displaystyle {\frac {d^{2}F_{\nu }}{du^{2}}}+{\frac {1}{u}}{\frac {dF_{\nu }}{du}}}                                        |

In diesem Abschnitt wird mit {\displaystyle K_{n}(z)} die Bessel-Funktionen zweiter Gattung {\displaystyle n}-ter Ordnung, mit {\displaystyle \Gamma } die Gammafunktion, mit {\displaystyle \mathrm {i} } die imaginäre Einheit und mit {\displaystyle \delta } wieder die Delta-Distribution bezeichnet. In der Tabelle auf der rechten Seite werden noch zusätzlich einige Paare von Hankel-Transformationen gelistet.

### Die Hyperbel 1/t
Für die Hankel-Transformierte nullter Ordnung von {\displaystyle {\tfrac {1}{t}}} gilt
{\displaystyle {\begin{aligned}\operatorname {H} _{0}\left({\frac {1}{t}}\right)(s)=&\int _{0}^{\infty }t\cdot {\frac {1}{t}}\cdot J_{0}(st)\mathrm {d} t\\=&\int _{0}^{\infty }J_{0}(st)\,\mathrm {d} t\\=&{\frac {1}{s}}\end{aligned}}}.
Die Funktion {\displaystyle {\tfrac {1}{t}}} ist also ein Fixpunkt der Hankel-Transformation.

### Die Gaußsche Glockenkurve
In diesem Abschnitt wird die Berechnung der Hankel-Transformation von der gaußschen Glockenkurve {\displaystyle e^{-{\frac {x^{2}}{2}}}} mit Hilfe der Fourier-Transformation skizziert. Da die Funktion analytisch ist, kann sie auf {\displaystyle \mathbb {C} \cong \mathbb {R} ^{2}} fortgesetzt werden und ist dort sogar radialsymmetrisch. Daher kann die Hankel-Transformierte mit der Fourier-Transformation über {\displaystyle \mathbb {R} ^{2}} berechnet werden. Für die Fourier-Transformation ist {\displaystyle e^{-{\frac {x^{2}}{2}}}} ein Fixpunkt, woraus folgt, dass die Hankel-Transformierte von {\displaystyle e^{-{\frac {x^{2}}{2}}}} ebenfalls wieder {\displaystyle e^{-{\frac {x^{2}}{2}}}} ist. Also ist die gaußsche Glockenkurve ebenfalls ein Fixpunkt der Hankel-Transformation.

### Die Delta-Distribution
In diesem Beispiel wird die Hankel-Transformation nullter Ordnung der Delta-Distribution {\displaystyle \delta } berechnet. Es gilt
{\displaystyle {\begin{aligned}\operatorname {H} _{0}({\tfrac {1}{u}}\delta _{0})(\phi )=&\operatorname {H} _{0}(\delta _{0})({\tfrac {1}{u}}\phi )=\delta _{0}(\operatorname {H} _{0}({\tfrac {1}{u}}\phi ))=\operatorname {H} _{0}({\tfrac {1}{u}}\phi )(0)\\=&\int _{0}^{\infty }{\tfrac {u}{u}}J_{0}(0)\phi (u)\,\mathrm {d} u\\=&\int _{0}^{\infty }\phi (u)\,\mathrm {d} u\end{aligned}}}.
Der Ausdruck {\displaystyle \textstyle \int _{0}^{\infty }\phi (u)\mathrm {d} u} ist als Distribution, die von der konstanten Einsfunktion erzeugt wird, zu verstehen.
Im Bereich der Physik notiert man die Delta-Distribution oftmals unpräzise als reellwertige Funktion und nicht als Funktional. In diesem Fall kürzt sich die Berechnung der Hankel-Transformation auf
{\displaystyle \operatorname {H} _{0}({\tfrac {1}{u}}\delta _{0})(t)=\int _{0}^{\infty }\delta (u)\cdot {\frac {1}{u}}\cdot u\cdot J_{0}(tu)\,\mathrm {d} u=J_{0}(0)=1}.
Möchte man umgekehrt die Hankel-Transformierte der konstanten Einsfunktion berechnen, stößt man beim Einsetzen in die Integraldarstellung auf ein divergentes Integral. Aufgrund von Dichtheitsargumenten ist es trotzdem möglich, die Delta-Distribution als Hankel-Transformierte der konstanten Einsfunktion aufzufassen.